# جيمس إل. باول
جيمس إل. باول (بالإنجليزية: James L. Powell) هو جيولوجي أمريكي، ولد في 17 يوليو 1936 في بيريا في الولايات المتحدة.